# Tupac: Resurrection (ścieżka dźwiękowa)
Tupac: Resurrection – ścieżka dźwiękowa do filmu dokumentalnego Tupac: Zmartwychwstanie. Zawiera remiksy utworów : „Death Around the Corner” (z Me Against the World), „Secrets of War” (z Still I Rise) i „Holler If Ya Hear Me” (z Strictly 4 My N.I.G.G.A.Z...); i niewydane utwory jak : „Runnin’ (Dying to Live)”, „Ghost” i „One Day at a Time”.

## Lista utworów
| #  | Tytuł                              | Gościnnie            | Producent             |
| -- | ---------------------------------- | -------------------- | --------------------- |
| 1  | „Intro”                            |                      |                       |
| 2  | „Ghost”                            |                      | Eminem                |
| 3  | „One Day at a Time (Em’s Version)” | Eminem, Outlawz      | Eminem                |
| 4  | „Death Around the Corner”          |                      | Johnny „J”            |
| 5  | „Secretz of War”                   | Outlawz              | Johnny „J”            |
| 6  | „Runnin’ (Dying to Live)”          | The Notorious B.I.G. | Eminem                |
| 7  | „Holla If Ya’ Hear Me”             |                      | Stretch               |
| 8  | „Starin’ Through My Rear View”     | Outlawz              | Makaveli, Hurt M Badd |
| 9  | „Bury Me a G”                      | Thug Life            | Thug Music            |
| 10 | „Same Song”                        | Digital Underground  |                       |
| 11 | „Panther Power”                    | Tyson                |                       |
| 12 | „Str8 Ballin'”                     |                      | Easy Mo Bee           |
| 13 | „Rebel of the Underground”         |                      | Shock G               |
| 14 | „The Realist Killaz”               | 50 Cent              | Red Spyda             |

## Certyfikaty i sprzedaż
| Kraj                     | Certyfikat      | Sprzedaż   |
| ------------------------ | --------------- | ---------- |
| Stany Zjednoczone (RIAA) | platynowa płyta | 1 000 000+ |
| Wielka Brytania (BPI)    | złota płyta     | 100 000+   |